# Always Got Tonight
Always Got Tonight è l'ottavo album in studio del musicista statunitense Chris Isaak, pubblicato nel 2002.

## Tracce
Tutte le tracce sono state scritte da Chris Isaak, eccetto dove indicato.
1. One Day
2. Let Me Down Easy
3. Worked It Out Wrong
4. Courthouse
5. Life Will Go On
6. Always Got Tonight
7. Cool Love (Isaak, John Shanks)
8. Notice the Ring
9. I See You Everywhere
10. American Boy
11. Somebody to Love
12. Nothing to Say